# دهستان حومه (بیجار)
دهستان حومه نام دهستانی در بخش مرکزی شهرستان بیجار، استان کردستان در ایران است. براساس سرشماری مرکز آمار ایران در سال ۱۳۸۵، جمعیت آن ۴۰۸۱ نفر (۹۸۱ خانوار) بوده‌است.